# Ichthux
Ichthux — дистрибутив Linux, который позиционируется как построенный на христианских ценностях и разработанный для использования индивидуально и в церквях. Он основывается на Kubuntu, однако ведётся работа, чтобы заставить его работать с Debian.
Он включает различные переводы Библии и программу изучения Библии.